# Shane Dawson
Shane Dawson, pseudoniem van Shane Lee Yaw (Long Beach, Californië, 19 juli 1988), is een Amerikaanse youtuber, comedian, muzikant en videomaker. Dawson is bekend van het maken van komische video's met veel terugkerende personages (zoals Shananay, Ned the Nerd, S. Deezy, Mom, Aunt Hilda en Fruitlupe), imitaties (zoals Paris Hilton, Miley Cyrus en Sarah Palin) en parodieën van populaire muziekvideo's en tv-programma's.

## Carrière
Dawsons carrière begon toen hij en een aantal vrienden op de middelbare school video's maakten in plaats van huiswerk. Zijn eerste video's op YouTube waren oude schoolopdrachten.
Sinds december 2012 staat zijn hoofd YouTubekanaal op de tiende plaats als kanaal met de meeste abonnees. Dawson heeft sindsdien uitgebreid op YouTube door het lanceren van zijn tweede kanaal, dat op de twaalfde plaats stond met meeste abonnees. Op dit kanaal plaatst hij videoblogs en de serie "Ask Shane" (Vraag het aan Shane), die sinds februari 2011 verplaatst zijn naar zijn hoofdkanaal.
In 2013 begon Dawson met meer inhoudelijke filmpjes en bestaat zijn kanaal niet meer uit de komische filmpjes die hij in die tijd maakte. Hij houdt zich sinds eind 2017 meer bezig met video's met meer inhoud. Voorbeelden hiervan zijn de video's waarbij hij zijn eerste liefde en zijn vader confronteert. Daarnaast staat Dawson ook bekend om zijn beroemde "Conspiracy Theories" video's, waarin hij onder andere vertelt over het Mandela-effect.
Hij werkt samen met zijn verloofde Ryland Adams en zijn beste vriend Garrett Watts. De documentaire "The truth about Tanacon" uit juni 2018 is een voorbeeld van de verandering die Dawson doorvoerde op zijn kanaal. Vaak spelen zijn cameraman Andrew Siwicki en zijn schoonzus Morgan Adams ook een rol in de video’s.
In november 2009 deed Dawson mee aan het Amerikaanse televisieprogramma Attack of the Show! In 2010 plaatste het tijdschrift Forbes hem op de lijst van bekendste online beroemdheden op nummer 25.
In juni 2020 ontstond ophef over oude videofragmenten die onder meer racistisch zouden zijn, of minderjarigen zouden seksualiseren. YouTube heeft alle drie de kanalen van Dawson demonetized.

## Persoonlijk
Dawson en zijn toenmalige verloofde Ryland Adams praatten in april 2022 op sociale media over een procedure waarmee ze bezig zijn om met inschakeling van een draagmoeder een kind te krijgen.
Ze zijn op 3 januari 2023 in Colorado getrouwd. Ze hebben sinds december 2023 twee zoons, een tweeling.

## Podcast
Op 4 mei 2022 postte Dawson de eerste aflevering van zijn nieuwe podcast "Whatever the hell this is" op zijn voormalige YouTubekanaal "ShaneGlossin", dat sindsdien de nieuwe naam "Shane2" heeft gekregen.

## Discografie

### Singles
| Jaar | Titel                                                                  | Hitnoteringen       | Hitnoteringen    | Hitnoteringen  |
| Jaar | Titel                                                                  | Irish Singles Chart | UK Singles Chart | UK Indie Chart |
| ---- | ---------------------------------------------------------------------- | ------------------- | ---------------- | -------------- |
| 2010 | "F**king Double Rainbow" (feat. Dalvee)                                | —                   | —                | —              |
| 2011 | "Hey, Suup!?" (feat. Eric Stuff Production)                            | —                   | —                | —              |
| 2012 | "Superluv!"                                                            | 87                  | 163              | 16             |
| 2012 | "The Vacation Song"                                                    | —                   | —                | —              |
| 2012 | "We Are Never Ever Getting Back Together" [Spoof] (feat. Wendy McColm) | —                   | —                | —              |
| 2012 | "Maybe this Christmas"                                                 | —                   | —                | —              |
| 2013 | "F**k up"                                                              | —                   | —                | —              |
| 2013 | "Applause Parody"                                                      | —                   | —                | —              |
| 2013 | "Wrecking Ball Parody"                                                 | —                   | —                | —              |
| 2013 | "This Christmas Life"                                                  | —                   | —                | —              |
| 2014 | "Blank Space Parody"                                                   | —                   | —                | —              |
| 2015 | "Famous Youtuber"                                                      | —                   | —                | —              |

 Dit zijn de nummers die Shane officieel op iTunes als single heeft gepubliceerd.

## Prijzen
| Jaar | Categorie       | Prijs             | Resultaat   |
| ---- | --------------- | ----------------- | ----------- |
| 2010 | Best Vlogger    | Streamy Award     | Gewonnen    |
| 2010 | Choice Web Star | Teen Choice Award | Gewonnen    |
| 2011 | Choice Web Star | Teen Choice Award | Genomineerd |
| 2019 | Best Youtuber   | Shorty Award      | Gewonnen    |